# Мейн, Джон
Джон Мейн (англ. John Main; 21 января 1926, Лондон — 30 декабря 1982, Монреаль, Квебек) — католический священник, монах-бенедиктинец, основатель «Международного общества христианской медитации» (англ. «The World Community for Christian Meditation», WCCM), автор многочисленных книг, посвященных созерцательному христианскому мистицизму и межрелигиозному диалогу. Популяризатор христианской медитации — особой формы созерцательной молитвы, которая описывается им, как адаптированная для современного горожанина практика «чистой (высшей) молитвы» (лат. oratio pura) св. Иоанна Кассиана, в которой основным методом является дисциплина повторения, рецитации молитвенной формулы, или христианской мантры. Усвоенное современным английским языком слово «мантра», происходящее из санскрита, Джон Мейн употреблял в своих книгах в качестве эквивалента термину «молитвенная формула» (лат. «formula»), о котором Иоанн Кассиан пишет в своем «втором собеседовании аввы Исаака о молитве». Также Джон Мейн является одним из главных католических авторов второй половины XX века, последовательно развивавших идею об обновлении языка христианской теологии в процессе диалога с современным миром и философиями других мировых религий (итальян. «aggiornamento» — обновление), сформулированную папой Иоанном XXIII на Втором Ватиканском соборе и ставшую основой для активно ведущегося сегодня Католической Церковью межрелигиозного диалога.

## Биография
Джон Мейн родился в Лондоне, его мирское имя — Дуглас. Имя, взятое им в монашестве, связано с его большим интересом к личности апостола Иоанна. Мейн изучал теологию в Ангеликуме, Папском университете святого Фомы Аквинского, а также получал юридическое образование в Дублинском университете. Затем работал в правительственном департаменте Великобритании по делам колоний, в Куала-Лумпур (Малайзии). Там он впервые познакомился с восточной формой медитативной практики, общаясь с индуистским свами (Свами Сатьянанда, основатель «Общества Чистой Жизни» — приюта для жертв военного конфликта, развернувшегося в 1948—1960 годах), давшим ему совет медитировать, рецитируя в качестве мантры слово из Библии. В 1959 г. вступил в бенедиктинское аббатство Илинг в пригороде Лондона, где окончательно узнал в себе призвание к медитативной духовности, которую он открыл ранее в Азии, и позже, будучи бенедиктинским монахом, распознает в духовном наследии раннехристианских пустынников. В 1963 г. был рукоположен в священники, и назначен преподавателем в «Школе св. Бенедикта» (подростковая школа, принадлежащая аббатству). 1970 г. — о. Джон назначен директором школы аббатства св. Ансельма (Вашингтон, США), где более глубоко погрузился в изучение трудов св. Иоанна Кассиана. Затем, в 1974 г., Мейн возвращается из Вашингтона в Илинг, и в 1975 г. начинает собирать экспериментальную медитативную общину для мирян, на базе которой вырос первый лондонский центр христианской медитации, впоследствии ставший главным центром WCCM. В работе с этой группой ему ассистирует Лоренс Фримен, чьим менторов в новициате был Джон Мейн. 1976 г. — посещает аббатство Девы Марии Гефсиманской (Кентукки, США), монахом которого был Томас Мертон OCSO, и в течение нескольких дней дает там несколько публичных выступлений о медитативной практике, которые и стали началом его учительства. В 1977 г., вместе со своим учеником был приглашен монреальским епископом в Канаду, для основания нового монастыря, и в нём — бенедиктинской общины, состоящей одновременно из монахов, монахинь и мирян, совместно практикующей дисциплину христианской медитации. 30 декабря 1982 г. о. Джон Мейн умер от рака в своем новом монастыре в Монреале.

## Учение
Практическая часть наставлений Джона Мейна о христианской форме медитации описана в книгах его ученика, священника и монаха-бенедиктинца конгрегации Оливетанцев — отца Лоренса Фримена OSB. Вот пример одного из кратких описаний того, чему учил Джон Мейн:
Джон Мейн начал обучать медитации в 1976 году после краткого пребывания в ските Томаса Мертона и выступления на трех конференциях для монахов в аббатстве Марии Гефсиманской (США, Кентукки). Таким было начало его активной миссии, за которую он взялся в последние годы своей жизни – от открытия небольшого центра медитации в лондонском монастыре, последующего основания нового монастыря в Монреале и до функционирующего ныне мирового сообщества медитативных групп. Каково же его учение? Сядь неподвижно. Выпрямись. Закрой глаза. Сиди расслаблено, но пребывая в сосредоточении. В молчании начни повторять про себя одно слово. Мы рекомендуем слово-молитву “Маранафа” . Произноси его как четыре слога равной длины. Вслушивайся в них. Повторяй их спокойно, но непрестанно. Не думай ни о чем и ничего себе не представляй – ни духовного, ни мирского. Возникающие во время медитации мысли или образы воспринимай как рассеивание внимания и постоянно возвращайся к повторению своего слова. Медитируй ежедневно, утром и вечером, по 20-30 минут.